# Cockney

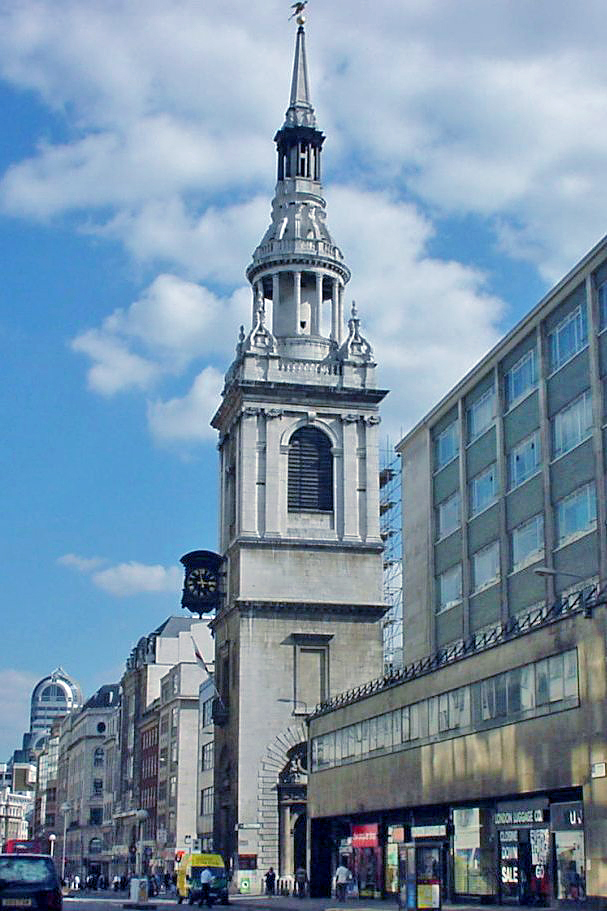
Iglesia de St. Mary-le-Bow, en el East End de Londres.

Un cockney, en el sentido menos estricto de la palabra, es un habitante de los bajos fondos del East End londinense. Esta área se compone de los distritos de Aldgate, Bethnal Green, Bow, Hackney, Limehouse, Mile End, Old Ford, Poplar, Shoreditch, Stepney, Wapping y Whitechapel. Según una vieja tradición, la designación se limita a aquellos que nacen en la zona en la que se oyen las campanas de Bow, es decir, las campanas de St. Mary-le-Bow (Cheapside).
El término se utiliza de esta manera desde 1600, cuando Samuel Rowlands menciona a "un cockney de las campanas de Bow" (a Bow-bell Cockney) en su obra satírica The Letting of Humours Blood in the Head-Vaine. John Minsheu (o Minshew) fue el primer lexicógrafo que definió la palabra con este sentido, en su obra Ductor in Linguas de 1617. Sin embargo, las etimologías que presentaba (de 'cock' y 'neigh' o del latín incoctus, 'inculto') eran meras suposiciones. Tiempo después, el Oxford English Dictionary explicó de manera definitiva el concepto: determina su origen en cock y egg y su primer significado es "huevo de forma rara" (1362), luego una persona ignorante de modales campestres (1521) y más tarde el significado con que se asocia actualmente al concepto. En cambio, el lingüista Anatoly Liberman disiente y lo relaciona con el francés "acoquiner" y "coquin", derivados del latín "coquinus", adjetivo de "coquina", 'cocina', que ya en bajo latín se usaba con el sentido de 'mendigo'.
La iglesia de St. Mary-le-Bow se destruyó durante el Gran Incendio de Londres y la reconstruyó Christopher Wren. Dado que las campanas se destruyeron en 1941 durante la Segunda Guerra Mundial por los bombardeos de la Alemania nazi y no se reemplazaron hasta 1961, hubo un período en el que se puede afirmar que no nacieron cockneys 'auténticos'.
Los cockneys tienen un dialecto y un acento distintivos y con frecuencia emplean en la jerga rimada cockney.
Los siguientes son ejemplos de cockneys en obras de ficción:
- Eliza Dolittle, en Pigmalión, de George Bernard Shaw (véase también My Fair Lady).
- Liza de Lambeth, novela de William Somerset Maugham.
- Alfie, protagonista de la película del mismo nombre.
- Sam Weller, en la novela Los papeles póstumos del Club Pickwick, de Charles Dickens.
- Cockneys vs. zombis, donde los protagonistas que luchan contra los zombis son un grupo de cockneys.
- Sid, en La caída de los gigantes, novela de Ken Follett.
- Rosalind Pearson, papel interpretado por Michelle Dockery en la película The gentelmen, de Guy Ritchie.

## Fonología y pronunciación
- No es un acento rótico.
- Cuando -er está al final, se pronuncia [ə] o [ɐ].
- Sufren un fenómeno llamado Th-fronting[cita requerida] que consiste en que el sonido /θ/ se cambie a /f/ y el sonido /ð/, por /v/, excepto cuando está al principio de una palabra (como en "the", "that", "them").
- La /h/ de comienzo de palabra nunca se pronuncia. Cuando va después, a veces no se pronuncia.